# Tang Weixing
Tang Weixing (唐韦星S, Táng WéixīngP; 15 giugno 1993) è un goista cinese di grado 9-dan. Si è aggiudicato la prestigiosa Ing Cup del 2016, che ha vinto sconfiggendo il sudcoreano Park Jung-hwan.

## Biografia
Ha ottenuto la certificazione di giocatore professionista nel 2006, venendo promosso 2-dan nel 2007 e poi 3-dan nel 2010. Con la vittoria della 18ª Samsung Fire Cup contro il giocatore coreano Lee Se-dol, nel 2013, è stato promosso 9-dan. Nello stesso anno è arrivato secondo nella Liguang Cup.
Nel 2014 ha vinto il Qiwang Sudorientale ed è arrivato secondo alla Samsung Fire Cup (persa contro il sudcoreano Kim Ji-seok) e alla Ahan Tongshan Cup contro Ke Jie.
Nel 2015 ha vinto nuovamente il Qiwang Sudorientale.
Nel 2016 è arrivato secondo alla Tianyuan, sconfitto da Chen Yaoye. Ha poi vinto la prestigiosa Ing Cup, il torneo internazionale più ricco.
Nel 2017 è arrivato secondo alla Samsung Fire Cup, sconfitto dal connazionale Gu Zihao.
Nel 2018 ha perso la finale del Qiwang Sudorientale contro Mi Yuting.
Nel 2019 ha vinto la Samsung Fire Cup sconfiggendo il connazionale Yang Dingxin.
A settembre 2021 è sconfitto 0-2 nella finale della 13ª edizione della Chunlan Cup dal professionista coreano Shin Jin-seo, numero 1 al mondo.
Nel 2022 e poi nel 2023 ha perso le finali del Qiwang Sudorientale contro Ke Jie e Fan Tingyu rispettivamente.

## Palmarès
| Nazionali           | Nazionali      | Nazionali            |
| Titolo              | Vittorie       | Secondi posti        |
| ------------------- | -------------- | -------------------- |
| Liguang Cup         |                | 1 (2013)             |
| Ahan Tongshan Cup   |                | 1 (2014)             |
| Xinan Wang          | 2 (2014-2015)  |                      |
| Tianyuan            |                | 1 (2016)             |
| Baiyunshan Cup      | 1 (2016)       |                      |
| Qiwang Sudorientale | 2 (2014, 2015) | 3 (2018, 2022, 2023) |
| Totale              | 5              | 6                    |
| Internazionali      |                |                      |
| Titolo              | Vittorie       | Secondi posti        |
| Ing Cup             | 1 (2016)       |                      |
| Samsung Cup         | 2 (2013, 2019) | 2 (2014, 2017)       |
| Chunlan Cup         |                | 1 (2021)             |
| Totale              | 3              | 3                    |
| Totale in carriera  | 8              | 9                    |